# Lotharius van Frankrijk
Lotharius  (Laon, 941 – aldaar, 2 maart 986) was koning van West-Francië van 954 tot aan zijn dood. Hij was een zoon van Lodewijk IV van Frankrijk en Gerberga van Saksen.

## Biografie
Op dertienjarige leeftijd volgde Lotharius zijn vader op als koning van West-Francië. Hij werd gekroond in het klooster van Saint-Remi door bisschop Artald van Reims. Een jaar na zijn kroning belegerde hij samen met Hugo de Grote de stad Poitiers relatief succesvol (zie Beleg van Poitiers (955)). Na de dood van Hugo kwam hij onder de voogdij van Bruno de Grote, aartsbisschop van Keulen en bemiddelde Lotharius op diens advies tussen de zonen van Hugo de Grote.
Toen Boudewijn III van Vlaanderen in 962 stierf, vroeg Arnulf I van Vlaanderen of Lotharius voogd zou willen worden van zijn kleinzoon, Arnulf. Na de dood van Arnulf I in 965 viel Lotharius Vlaanderen binnen en veroverde talrijke steden, maar werd uiteindelijk verdreven door de aanhangers van Arnulf II. Hij bleef tijdelijk in controle van Atrecht (Arras) en Dowaai (Douai). 
Hij volgde de erfenispolitiek van zijn oom Otto de Grote en zette zijn broer Karel op een zijspoor. Karel reageerde eerst met de betichting, dat Emma de vrouw van Lotharius, overspel pleegde en daarna zocht Karel hulp bij de nieuwe keizer, zijn neef Otto II. Rond 978 raakte Lotharius met Keizer Otto II in conflict over Lotharingen. Daarop stak hij, met Hugo Capet aan zijn zijde, de Maas over en plunderde hij de Akense koningspalts. In de herfst van dat jaar ging Otto in de tegenaanval en wist tot aan de rivier de Aisne te komen waar hij tot staan werd gebracht door Hugo Capet. In 980 werd bij Margut de vrede tussen beide vorsten getekend.
In 985 werd Barcelona geplunderd door Almonzor, maar doordat Lotharius ziek was geworden kon hij de roep om hulp van graaf Borrel II niet beantwoorden. Dat zorgde voor een definitieve scheuring tussen West-Francië en de Spaanse Mark.
In de nasleep van de oorlog over het hertogdom Lotharingen kwam hij op het einde van zijn leven in conflict met het huis Ardennen, meer bepaald met bisschop Adalbero van Reims. Lotharius beschuldigde hem van hoogverraad, maar voor het tot een uitspraak kwam, werd de rechtbank door Hugo Capet ontbonden. Twee weken later overleed Lotharius in Laon.

## Huwelijk en kinderen
Lotharius was gehuwd met Emma van Italië, een dochter van Lotharius II van Italië, zij kregen samen twee kinderen:
- Lodewijk (? – 987), volgde zijn vader op als koning.
- Otto (? – 986), kanunnik in Reims.

Van Lotharius zijn ook nog twee buitenechtelijke kinderen bekend:
- Arnulf (? – 1021), bisschop van Reims
- Richard (? – 991)

## Voorouders
| Voorouders van Lotharius van Frankrijk (941—986) | Voorouders van Lotharius van Frankrijk (941—986)                        | Voorouders van Lotharius van Frankrijk (941—986)                        | Voorouders van Lotharius van Frankrijk (941—986)                        | Voorouders van Lotharius van Frankrijk (941—986)                        | Voorouders van Lotharius van Frankrijk (941—986)                        | Voorouders van Lotharius van Frankrijk (941—986)                        | Voorouders van Lotharius van Frankrijk (941—986)                        | Voorouders van Lotharius van Frankrijk (941—986)                        |
| ------------------------------------------------ | ----------------------------------------------------------------------- | ----------------------------------------------------------------------- | ----------------------------------------------------------------------- | ----------------------------------------------------------------------- | ----------------------------------------------------------------------- | ----------------------------------------------------------------------- | ----------------------------------------------------------------------- | ----------------------------------------------------------------------- |
| Overgrootouders                                  | Lodewijk de Stamelaar (846–879) ∞ 875 Adelheid van Parijs (853–901)     | Lodewijk de Stamelaar (846–879) ∞ 875 Adelheid van Parijs (853–901)     | Eduard de Oudere (874–924) ∞ 901 Aelflaed (878–920)                     | Eduard de Oudere (874–924) ∞ 901 Aelflaed (878–920)                     | Otto I van Saksen (850–912) ∞ Hedwig van Babenberg (956–1003)           | Otto I van Saksen (850–912) ∞ Hedwig van Babenberg (956–1003)           | Diederik (–) ∞ ca. 890 Reginhilde (ca. 870–?)                           | Diederik (–) ∞ ca. 890 Reginhilde (ca. 870–?)                           |
| Grootouders                                      | Karel de Eenvoudige (879–929) ∞ 918 Hedwig van Wessex (903–951)         | Karel de Eenvoudige (879–929) ∞ 918 Hedwig van Wessex (903–951)         | Karel de Eenvoudige (879–929) ∞ 918 Hedwig van Wessex (903–951)         | Karel de Eenvoudige (879–929) ∞ 918 Hedwig van Wessex (903–951)         | Hendrik de Vogelaar (876–936) ∞ 909 Mathilde van Ringelheim (895–968)   | Hendrik de Vogelaar (876–936) ∞ 909 Mathilde van Ringelheim (895–968)   | Hendrik de Vogelaar (876–936) ∞ 909 Mathilde van Ringelheim (895–968)   | Hendrik de Vogelaar (876–936) ∞ 909 Mathilde van Ringelheim (895–968)   |
| Ouders                                           | Lodewijk IV van Frankrijk (920–954) ∞ 939 Gerberga van Saksen (913–984) | Lodewijk IV van Frankrijk (920–954) ∞ 939 Gerberga van Saksen (913–984) | Lodewijk IV van Frankrijk (920–954) ∞ 939 Gerberga van Saksen (913–984) | Lodewijk IV van Frankrijk (920–954) ∞ 939 Gerberga van Saksen (913–984) | Lodewijk IV van Frankrijk (920–954) ∞ 939 Gerberga van Saksen (913–984) | Lodewijk IV van Frankrijk (920–954) ∞ 939 Gerberga van Saksen (913–984) | Lodewijk IV van Frankrijk (920–954) ∞ 939 Gerberga van Saksen (913–984) | Lodewijk IV van Frankrijk (920–954) ∞ 939 Gerberga van Saksen (913–984) |